# Wasserbett
Ein Wasserbett ist ein Bett, dessen Matratze mit Wasser gefüllt ist.

## Geschichte
Nomadische Wüstenvölker kennen das Prinzip der Wassermatratze seit Urzeiten. Sie füllen vernähte Ziegenhäute mit Wasser und binden sie auf den Rücken ihrer Kamele. In der Wüste ist Wasser zwar vornehmlich eine Trinkreserve, doch am Tag heizt sich der Wasserbeutel auf und dient nachts als wärmeabgebende Schlafunterlage.
Ende des 19. Jahrhunderts begannen Ärzte, mit Kautschukplanen überzogene Wasserbecken einzusetzen, um Patienten, die sich schwere Verbrennungen zugezogen hatten, schmerzlindernd zu betten; siehe hydrostatisches Bett.
In den 1960er-Jahren setzte die Entwicklung samt Vermarktung der Wasserbetten für den heimischen Gebrauch ein.

## Technik

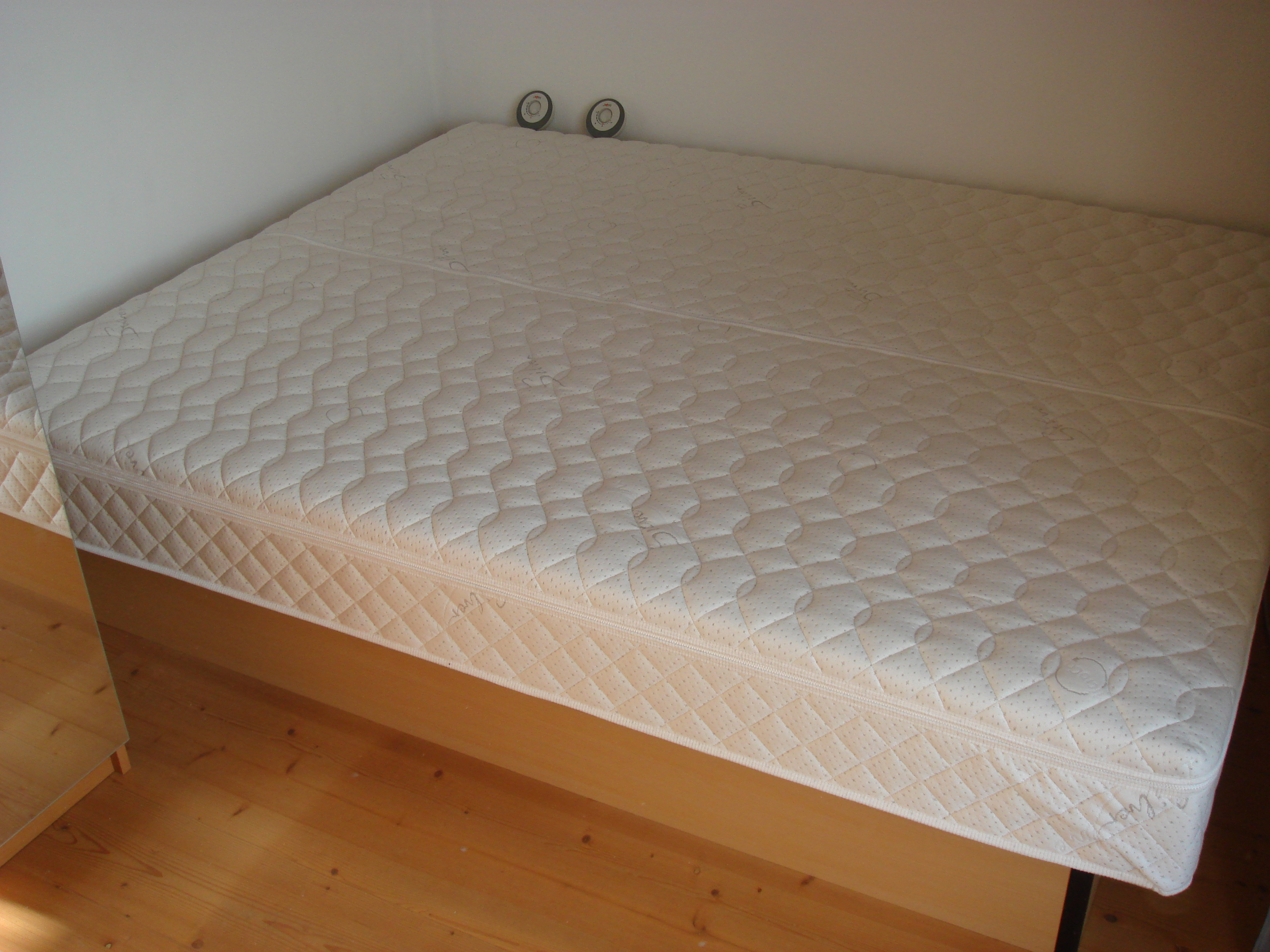
Softside-Wasserbett 160 × 200 cm mit Überzug, zwei Wasserkernen und zwei Heizungen

Bei Wasserbetten unterscheidet man zwischen Softside und Hardside:
- Softside: der Wasserkern liegt in einer wärmedämmenden Schaumstoffwanne (einbaubar in jedes Bett, in dem ein Sockel platziert werden kann, oder freistehend)
- Hardside: der Wasserkern wird ringsum durch einen stabilen Möbelrahmen gehalten[1]

Daneben haben die meisten Wasserbettenhersteller eine Split oder ähnlich genannte Version im Angebot. Dies ist eine Softside mit integriertem Rahmen im Bodenplattenpolster.
Sondervarianten:
- Gelbett: Dabei wird dem Wasser ein Granulat beigemischt, mit dem nach Wunsch eine dünn- oder dickflüssige Gel-Masse hergestellt werden kann, die sich auch nachträglich ändern lässt. Eine Beheizung ist aufgrund der Viskosität (Zähigkeit) der Gel-Masse nur mit speziellen Heizsystemen möglich und bei entsprechender Konstruktion nicht notwendig.
- Schlauchsysteme: Wassermatratzen mit eingeschränktem Verdrängungseffekt. Vorteil: leichter Transport bei Umzügen.

Zur Wellenberuhigung wird ein Vlies in die Wassermatratze eingebracht. Damit kann die Dämpfung nach Wunsch eingestellt werden. Durch eine Verschiebung des Vlieses in den Bereich des Oberkörpers kann das Einsinken in diesem Bereich verringert und ein Durchhängen bei schweren Personen vermieden werden. Alle Wasserbetten sind in verschiedenen Beruhigungsstufen erhältlich. Die häufigste Unterteilung ist „unberuhigt“ (free-flow), „mittelberuhigt“, „stark beruhigt“ und „ultra beruhigt“. Zusätzlich werden einige Wassermatratzen im Lendenwirbelbereich durch verschiedene Systeme unterstützt. Bei der Vliesdämpfung gibt es erhebliche Unterschiede in Verarbeitungs- und Materialqualität, die Einfluss auf die Dauerhaftigkeit des Komforts haben. Da der menschliche Körper am Rumpf schwerer ist als bei den Akren, kann dieser im Lendenwirbelbereich stärker in die Wassermatratze einsinken.
Qualitätsunterschiede sind vor allem bei den Verbindungen an den Ecken zu finden. Die einfachsten Ausführungen sind einfach thermisch verschweißt, bei Alterung des Vinyls und mechanischer Belastung kann es zum Bruch kommen. Bessere Ausführungen sind entsprechend verschweißt und verklebt. Hardside-Wasserbetten verfügen über einen wasserdichten Stoffbezug als zusätzliche Außenhülle; damit ist ein Auslaufen des Wassers praktisch unmöglich. Ein Reißverschluss ermöglicht es, diesen Bezug abzunehmen.

### Hardside
Hardside-Wasserbetten waren die ersten Systeme auf dem Markt. Hier reicht der Wasserkern bis zum stabilen Bettrahmen, wodurch die effektive Liegefläche im Wasserbereich die größtmögliche Fläche umfasst. Der Ausstiegskomfort wird dadurch beeinträchtigt, dass die Wassermatratze beim Verlassen des Bettes gegenüber der stabilen Bettkante absinkt und damit eine Höhendifferenz überwunden werden muss. Sitzen auf der Bettkante ist dementsprechend nicht sehr komfortabel. Deshalb werden Hardsider heute kaum noch angeboten. Ein Vorteil im Vergleich zum Softside-Bett ist die geringere Oberflächenspannung, da der Bezug beim Hardside nicht über den Schaumstoffrahmen geht, sondern direkt über die Wassermatratze und gegebenenfalls Sicherheitsfolie. Die Anpassung der Wassermatratze an den Körper ist hier noch genauer.

### Softside
Softside-Betten besitzen einen wärmedämmenden Schaumstoffrahmen, der die haltende Funktion vom Hardside-Bettrahmen übernimmt. Der Softsiderahmen ist deshalb unabhängig von einem Bettgestell aufstellbar und mit einem entsprechenden Sockel in fast jedes Gestell einbaubar. Der Schaumstoffrahmen soll ein angenehmeres Ein- und Aussteigen ermöglichen. Einige Modelle verfügen über eine in den Schaum eingelegte Holzverstärkung, die verhindern soll, dass der Schaumstoff nach einigen Jahren nach außen ausbeult.
Eine Variante sind Split-Softside-Systeme. Hier wird die Schaumumrandung an der Außenseite horizontal geteilt, um die Matratze weniger dick erscheinen zu lassen. Das Beziehen des Bettes wird dadurch vereinfacht und man kann auf extra hohe Bettlaken verzichten. Der untere Teil des Schaumrahmens kann mit einem Dekostoff bezogen werden und wirkt dann wie ein Bettrahmen. Die neueste Entwicklung in diesem Bereich sind Kunststoffprofile, die den unteren Schaumrahmen ersetzen und mittels eingefügter Dekorplatten einen stabilen Bettrahmen ergeben. Solche Dekorrahmen- oder NT-Systeme können auf jeden Sockel/Podest montiert werden.
Der Nachteil eines Softside-Bettes gegenüber einem Hardside-Bett ist, dass man ringsum fünf bis zehn Zentimeter Liegefläche verliert. Darum sind Softside-Betten oft länger als das Standardbettmaß 200 Zentimeter. Einige Hersteller verwenden Schäume, die durch eine spitzer zulaufende Form die effektive Wasserliegefläche verlängern.

### Solo- und Dual-Systeme
Wenn man im Bett zu zweit schläft, sollte man sich überlegen, ob man eine Solo-Wasserblase haben möchte oder ein Dual-System mit zwei Wasserblasen. Ein Wasserbett sollte nach dem Gewicht, der Beruhigung und der Temperaturpräferenz des Nutzers eingestellt werden. Gibt es größere Gewichtsunterschiede, Temperaturunterschiede, Beruhigungspräferenzen oder schläft man ab und zu allein, dann empfiehlt es sich, über ein Dual-System nachzudenken. Dies kann individuell auf die Bedürfnisse des Nutzers eingestellt werden. Des Weiteren bieten einige Hersteller auch Hybrid-Lösungen für Dual-Systeme an. Dies sind Lösungen, bei denen ein Partner auf einer Wasserblase schläft, während der andere einen anderen Matratzenkern hat (Schaum- oder Federkern).

### Beheizung
Alle Typen werden in der Regel durch Folienheizungen, Keramikheizelemente oder Carbonheizungen von unten beheizt. Die Temperatur wird durch einen Fühler am Heizelement thermostatisch geregelt. Zur Funktionskontrolle wird ein Heizvorgang meist am Temperaturregler angezeigt. Die eingestellte Temperatur sollte die Hauttemperatur von 27–28 °C nicht wesentlich unterschreiten. Unter 25 °C besteht die Gefahr, dass der Körper durch die große Wassermenge auskühlt. Für die meisten Menschen liegt eine angenehme Temperatur zwischen 28 und 30 °C. Eine geschlossene Abdeckung des Bettes z. B. durch eine Tagesdecke erhöht die Temperatur an der Oberseite der Matratze und verringert den Energieverlust und -verbrauch.
Durch die hohe Wärmekapazität des Wassers kühlt der Wasserkern über Nacht nur geringfügig ab. Es gibt auch Wasserbetten ohne stromgespeiste Heizung, die mit Isolationsbezügen von der Wassertemperatur isolieren, wodurch das Aufwärmen entfällt. Bei Verwendung eines solchen Bezuges entfallen die Temperaturregulierbarkeit und die Muskelentspannung durch Wärmezufuhr. An nicht beheizten Wassermatratzen kann bei Fehlkonstruktion Luftfeuchtigkeit kondensieren und zu gesundheitsgefährdender Schimmelbildung führen.

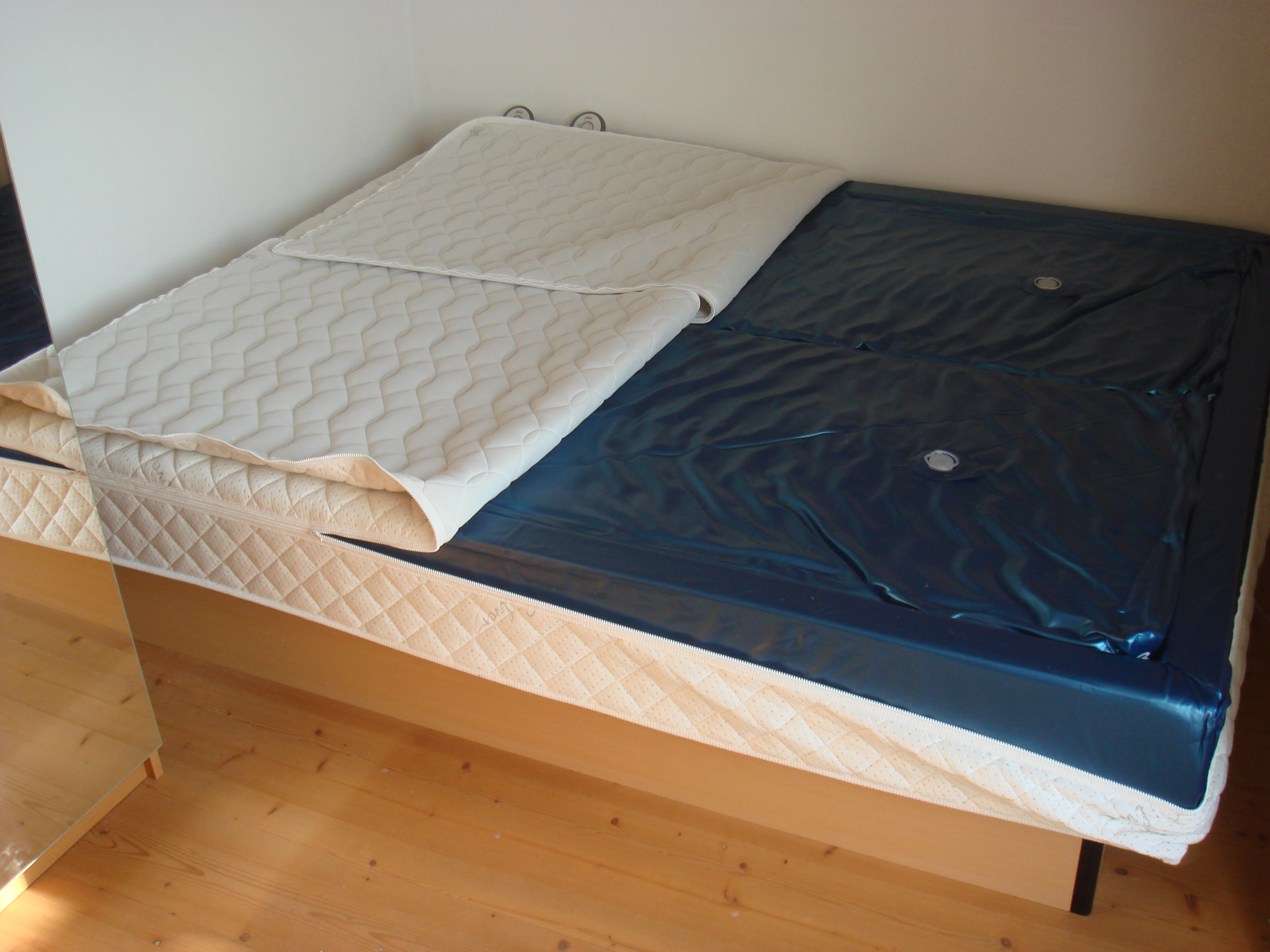
Softside-Wasserbett 160 × 200 cm mit zwei Wasserkernen und flexibler Thermotrennwand

### Lebensdauer
Wasserbett-Polyvinylchlorid und Schweißnähte mit Weichmachern nach den zulässigen DIN-Normen halten je nach Qualität einige Jahre bis Jahrzehnte, abhängig vor allem von der Qualität der Schweißnähte (einfach oder doppelt verschweißt).
Die Wasserkernfolie sollte mit speziellen Vinyl-Reinigern alle paar Monate von Schmutz und Salzen gereinigt werden, auch um sie geschmeidig zu erhalten. Das Wasser im Kern wird durch eine Konditionierlösung (enthält z. B. Didecyldimethylammoniumchlorid) vor mikrobiellem Befall geschützt, um Gärungsgase im Inneren der Matratze zu verhindern. Ein Nachfüllen der Konditionierlösung ist etwa jährlich erforderlich, im Wesentlichen abhängig von der Qualität der Lösung, der Temperatur des Wasserbettes und der Reinheit des eingefüllten Wassers.
Wasserbett-Stoffbezüge sollen die Schwitzfeuchtigkeit gut aufnehmen und sie möglichst schnell über den Tag durch die aufsteigende Wärme wieder an die Raumluft abgeben. Ab einer Bettgröße von 180 × 200 cm sind Stoffoberbezüge häufig teilbar, damit sie in die Haushalts-Waschmaschine passen.
Wasserbetten verursachen laufende Kosten für Pflegemittel und Energieverbrauch. Die Heizkosten sind hauptsächlich abhängig von der Temperatur des Wasserbettes und der Umgebungstemperatur sowie der Isolation bzw. Abdeckung des Wasserbettes, da das Wasserbett die Umgebung mitheizt.

## Vorteile
Die Ansichten über Vor- und Nachteile beim Liegekomfort sind subjektiv und werden daher nicht angeführt. Einzelne Personen sind von manchen Punkten stärker betroffen als andere.
- Hygiene: Der Stoffbezug kann abgenommen und in der Waschmaschine gewaschen werden, die Vinyl-Oberfläche wird einfach abgewischt. Damit können Allergene wie Hausstaub, Milben und deren Kot nahezu vollständig entfernt werden; die Matratze ist praktisch so sauber wie zum Kaufzeitpunkt. Milben können nicht in die Matratze eindringen.
- Die Temperatur kann geregelt werden; damit kann vor allem im Winter eine angenehme Temperatur, auch bei kühler Raumtemperatur, erreicht werden.
- Durch die Füllung mit einer Flüssigkeit ist eine gleichmäßige Belastung gegeben, Druckstellen werden potentiell vermieden. Dadurch werden Wasserbetten unter anderem in Krankenhäusern und im Pflegebereich eingesetzt. Vorläufer wurden als Hydrostatisches Bett bereits Mitte des 19. Jahrhunderts zur Pflege verwendet. Krankenkassen erkennen Wasserbetten mittlerweile offiziell als Hilfsmittel für Anti-Dekubitusversorgung an.
- Akustische Modulation des Wassers mit Musik dient der Entspannung und unterstützt Therapien.
- Bei herkömmlichen Doppelbetten befindet sich zwischen den zwei Matratzen ein Spalt, und der Randbereich der Matratzen bietet nicht denselben Liegekomfort wie der Kernliegebereich. Bei Belegung einer Matratze mit mehr als einer Person kommt es zu unpassenden Liegeeffekten. Die Wassermatratze bietet über den gesamten Liegebereich hinweg gleichmäßigen Komfort und passt sich individuell an die darauf liegenden Personen an, praktisch unabhängig von der Entfernung zur Seite oder der Anzahl liegender Personen.
- Eine permanente Verformung durch langjährige schwere Belastung der Wassermatratze („Durchliegen“) ist praktisch nicht möglich.

## Nachteile
- Meist höhere Anschaffungskosten, dazu laufende Kosten (Conditioner, Pflege, Reinigung).
- Heizkosten der elektrischen Heizung für etwa 200–500 kWh/Jahr. Die Kosten sind abhängig von Raum- und Wassertemperatur sowie von Größe, Dämmung und Abdeckung des Wasserbettes.
- Aufgrund des Materials kann Körperfeuchtigkeit nur nach oben entweichen und sich bei mangelnder Lüftung auf dem Bett sammeln.
- Sehr selten sind Allergien durch die chemischen Bestandteile der Polyvinylchlorid-Oberfläche der Wassersäcke. Das PVC enthält ca. 20–40 % Weichmacher, die meist gesundheitlich problematisch sind und eigentlich vermieden werden sollten.
- Algenbildung und mögliches „Umkippen“ des Wassers bei schlechter Pflege. Wasserbetten müssen regelmäßig (etwa jährlich) mit Pflegemittel (Konditionierlösung) behandelt werden, um die Qualität des Wassers aufrechtzuerhalten. Diese Mittel sollen Algen, Pilze und Bakterien bekämpfen und sind Schadstoffe. Zudem diffundieren sie teilweise durch die PVC-Hülle nach außen.
- Hohes Gewicht: Große Wasserbetten (180 × 200 cm) kommen auf ein Gewicht von etwa 50 kg für die Matratze und das Bettgestell sowie etwa 750 kg für die Wasserfüllung; die damit verbundene höhere Belastung der Deckenkonstruktion ist vor allem bei Altbauten zu beachten.
- Eingeschränkte Mobilität des Bettes, da zum Verändern der Lage wegen des hohen Gewichts ein vollständiges Entleeren und Befüllen notwendig ist, verbunden mit Zeitaufwand sowie dem Vorhandensein einer Wasserpumpe zum Entleeren. Das Befüllen erfolgt üblicherweise über die Hauswasserleitung.